# Demokratyczna Republika Afganistanu
Demokratyczna Republika Afganistanu (DRA) – nazwa państwa funkcjonującego w latach 1978–1987 na terenie Afganistanu, powstałego w dniu 30 kwietnia 1978 roku w wyniku przeprowadzonego trzy dni wcześniej zamachu stanu (tzw. rewolucja kwietniowa).
DRA przybrało jako ustrój polityczny republikę, na czele rządu jako premier stanął Nur Mohammad Taraki, polityk afgański należący do radykalnej frakcji Ludowo-Demokratycznej Partii Afganistanu.

## Geneza
Dotkliwa susza z lat 1970–1973, której następstwem była śmierć ok. 80 tysięcy ludzi, doprowadziła do zamachu stanu i obalenia 17 lipca 1973 roku nieobecnego w kraju króla Zahir Szaha przez jego szwagra, generała Mohammada Daud Chana, mającego duże poparcie radykalnych oficerów i części kierownictwa LDPA (Parczam).
Po obaleniu króla proklamowano republikę – prezydentem został Muhammad Daud Chan. W skład rządu Muhammada Dauda weszło początkowo 7 ministrów należących do Parczamu (Sztandar), frakcji LDPA o umiarkowanym charakterze. Początkowo Daud prowadził proradziecką politykę zagraniczną co wzbudziło obawy ze strony USA, które oskarżyły Dauda o chęć utworzenia w kraju państwa o modelu wzorowanym na radzieckim. W 1975 roku doszło do nieoczekiwanego zwrotu w polityce afgańskiej i odsunięcia Parczam od rzeczywistego wpływu na politykę międzynarodową państwa – Muhammad Daud zaczął zawierać umowy gospodarcze także z państwami zachodnimi, Iranem oraz Indiami. Mimo iż współpraca z ZSRR trwała nadal, istniała istotna rozbieżność między Kabulem a Moskwą co do kształtu tej współpracy i wpływu ZSRR na Afganistan. Dodatkowo Daud zwiększył własną władzę i doprowadził do coraz większej autokracji. Wkrótce utworzył on system jednopartyjny na czele z Partią Rewolucji Narodowej i zdelegalizował pozostałe partie polityczne.
Do więzień masowo trafiali przeciwnicy rządu, w tym byli sojusznicy Dauda z LDPA. Doszło też do zabójstw politycznych, a ofiarą jednego z nich padł lider Parczamu Mir Akbar Chajbar, którego śmierć była bezpośrednią przyczyną obalenia Dauda. 27 kwietnia 1978 roku doszło do kolejnego zamachu stanu (nazywanego też rewolucją kwietniową lub rewolucją sauryjską), w którego wyniku Muhammad Daud został obalony. Nie chcąc się poddać, prezydent zginął wraz z całą rodziną w szturmie na pałac prezydencki. W dniu 30 kwietnia 1978 roku utworzono oficjalnie Demokratyczną Republikę Afganistanu, a na czele utworzonego tego samego dnia rządu stanął Nur Mohammed Taraki, polityk z Chalku (Lud), radykalnej frakcji LDPA.

## Historia

### Rządy Tarakiego
Nur Mohammed Taraki ogłosił wdrożenie programu radykalnych zmian społecznych, które w rezultacie miały doprowadzić do liberalizacji społeczeństwa afgańskiego i przeobrażenia struktury społecznej. Reformy kwestionowały tradycyjne wartości i ugruntowane struktury władzy na obszarach wiejskich. Rząd wprowadził do życia politycznego kobiety i położył kres przymusowym małżeństwom. Rząd 1 stycznia 1979 zainicjował reformę rolną, która próbowała ograniczyć ilość ziemi feudałów. Ci, których posiadłości przekraczały limit, musieli bez rekompensaty oddawać ją w ręce rządu. Afgańskie przywództwo wierzyło, że reforma spotka się z uznaniem wśród mieszkańców wsi i osłabi władzę arystokratów. Reforma została uznana za kompletną w połowie 1979 roku, a rząd ogłosił, że 665 tysięcy hektarów (około 1 632 500 akrów) zostało podzielonych. Rząd oświadczył również, że tylko 40 tys. rodzin, lub 4% populacji, zostało negatywnie dotkniętych przez reformę rolną. Opierając się na poprzednich działaniach Mohammada Daud Chana, nowy rząd stworzył program alfabetyzacji wsparty przez UNESCO. Plan zakładał wyeliminowanie analfabetyzmu w ciągu 20 lat. Rząd następnie zmniejszył okres przejściowy z 20 do 4 lat, co w obliczu braku nauczycieli było mało realne. Plan po późniejszej interwencji radzieckiej został wydłużony do lat siedmiu. Jako że społeczeństwo afgańskie było głęboko islamskie, reformy nie zostały skutecznie wprowadzone w całym kraju. Reformy te zwiększyły opór części Afgańczyków wobec rządu, co doprowadziło do wybuchu wojny domowej. Trzon antyrządowej rebelii stanowili mudżahedini sunniccy, zaś mniejsze grupy stanowili szyiccy mudżahedini oraz rebelianci maoistowscy. Wewnątrz LDPA doszło do sporu – radykalne skrzydło Chalk całkowicie zdominowało umiarkowany Parczam, którego członków wysłano jako ambasadorów do krajów bloku wschodniego – jego lider Babrak Karmal został zmuszony do wyjazdu do Czechosłowacji.

### Rządy Amina
10 września 1979 nowym przywódcą LDPA i kraju został Hafizullah Amin. Kilka dni później doszło na jego polecenie do fizycznej likwidacji wewnątrzpartyjnej opozycji, w tym dotychczasowego premiera Afganistanu, Nur Muhammada Tarakiego, który zginął uduszony 14 września 1979 roku. Dojście Amina do władzy spowodowało przyjęcie polityki umiarkowanej, polegającej na próbach przekonania Afgańczyków, że rząd nie jest antyislamski. Rząd Amina zaczął inwestować w odbudowę meczetów i wypłacał odszkodowania za ich zniszczenia. Obiecał zapewnienie Afgańczykom wolności wyznania. Grupy religijne otrzymywały kopie Koranu, a Amin w swoich przemówieniach zaczął odnosić się do Boga. Stwierdził, że rewolucja kwietniowa była „całkowicie oparta na zasadach islamu”. Kampania okazała się nieudana, a wielu Afgańczyków obarczyło Amina odpowiedzialnością za represyjne działania rządu. Działania Amina, mające wykazać, że jest on pobożnym muzułmaninem, były silnym punktem działającym na szkodę kontrrewolucyjnej propagandy, która twierdziła, że rząd jest ateistyczny. Amin starał się też zwiększyć swoją popularność wśród grup plemiennych, czego nie udało się osiągnąć Tarakiemu. Choć na ogół Amin ubierał się w zachodnie stroje, pojawiały się również fotografie przedstawiające go w tradycyjnych ubraniach Pasztunów. W okresie krótkiego przywództwa starał się zdemokratyzować władzę i obiecał nie dopuścić do utworzenia rządów jednoosobowych. Rząd opublikował również listę osób straconych w okresie rządów Tarakiego, a winą za nie obarczono byłego lidera kraju. Amin próbował zmniejszyć zależność Afganistanu od ZSRR. Próbował to zrealizować poprzez zrównoważenie polityki zagranicznej polegającej na zacieśnieniu stosunków z Iranem i Pakistanem. Postawa Amina budziła obawy w ZSRR, gdzie na afgański rząd patrzono z coraz większą podejrzliwością. Szczególnie niechętnie przywódcy ZSRR patrzyli na Amina po tym, gdy ten spotkał się z Gulbuddinem Hekmatjarem, będącym jednym z czołowych antykomunistów w Afganistanie. Prezydent starał się nawiązać lepsze stosunki z USA. Amerykański ambasador J. Bruce Amstutz po trzecim spotkaniu z Aminem oświadczył, że przed ewentualnymi działaniami rząd USA musi obserwować sytuację w kraju. Na początku grudnia 1979 roku, Ministerstwo Spraw Zagranicznych zaproponowało wspólne spotkanie między Aminem a pakistańskim prezydentem Muhammadem Zia ul-Haqem. Rząd Pakistanu przyjął zmodyfikowaną wersję oferty afgańskiego MSZ i wysłał na rozmowy do Kabulu ministra spraw zagranicznych, Aghę Szaniego. Mimo to tajna policja pakistańska Inter-Services Intelligence w dalszym ciągu szkoliła mudżahedinów walczących przeciwko rządowi Amina.

### Operacja Sztorm-333
Interwencja radziecka w Afganistanie zaczęła się w nocy między 24 a 25 grudnia 1979 roku, kiedy to radzieckie wojska powietrznodesantowe opanowały strategiczne lotniska w Kabulu i Bagramie. 26 grudnia w okolicach miast Termez i Kuszka 2 dywizje 40 Armii (specjalnie utworzonej do inwazji na Afganistan) przekroczyły granicę afgańsko-radziecką.
27 grudnia 1979 roku rozpoczęła się operacja „Sztorm-333”, mająca na celu zlikwidowanie Hafizullaha Amina (którego KGB podejrzewało o działalność agenturalną na rzecz CIA, antyradziecką politykę oraz poglądy maoistyczne). Komandosi pod dowództwem pułkownika Bojarinowa, przeszkoleni przez KGB z grupy Alfa, wylądowali na lotnisku w Kabulu i zaatakowali pałac prezydencki. Amin został zastrzelony, a jego następcą został Babrak Karmal. Inwazja planowana jako wojna błyskawiczna, przeistoczyła się w długotrwały konflikt.

### Rządy Karmala

Flaga Afganistanu przyjęta w okresie rządów Karmala

Karmal po objęciu władzy ogłosił amnestię, w wyniku której na wolność wypuszczono więźniów dwóch poprzednich rządów. Obiecał utworzenie rządu koalicyjnego, który nie będzie zwolennikiem socjalistycznego modelu państwa, podkreślając przy tym, że wynegocjuje wsparcie polityczne, militarne i gospodarcze z ZSRR. Trzema najważniejszymi obietnicami Karmalu były – powszechna amnestia więźniów, upowszechnianie Podstawowych Zasad Demokratycznej Republiki Afganistanu i przyjęcie nowej flagi, zawierającej tradycyjne barwy narodowe (poprzednia flaga była w większości czerwona). Jego rząd przywrócił ponadto skonfiskowane mienie, przyznał koncesje przywódcom religijnym oraz sprywatyzował niektóre nieruchomości znacjonalizowane podczas wcześniejszych reform. Wszystkie te działania, z wyjątkiem ogólnej amnestii więźniów, były wprowadzane stopniowo. Z więzień wypuszczono 2600 więźniów politycznych, w tym 600 członków Parczam, a powszechna amnestia, ogłoszona na obchodach szesnastej rocznicy powstania LPDA (1 stycznia 1980 roku), była przez rząd bardzo nagłośniana. Karmal rozpoczął pracę nad Podstawowymi Zasadami Demokratycznej Republiki Afganistanu, którymi była gwarancja praw demokratycznych, tj. wolność słowa, prawo do bezpieczeństwa i życia, prawo do demonstracji, prawo do pokojowego zrzeszania się oraz do rzetelnego procesu sądowego. Amin w ramach zasad ogłosił, że państwo chronić będzie trzy rodzaje własności: państwową, spółdzielczą i prywatną. Prezydent rozszerzył bazę wsparcia dla LPDA na grupy społeczne, które dotychczas były określane jako wrogowie rewolucji. Prezydent mianował też grupę osób niezwiązanych z ruchem komunistycznym na stanowiska rządowe – w okresie od marca do maja 1980 roku aż 78 na 191 osób mianowanych na stanowiska rządowe nie było członkami LDPA. Z jego inicjatywy w czerwcu 1981 roku odbył się zjazd założycielski Narodowego Frontu Ojczyzny. Karmal, jako praktykujący muzułmanin, powrócił do odwoływań do tradycyjnych zwyczajów afgańskich oraz islamskich. W styczniu 1984 roku Karmal drastycznie ograniczył reformę rolną wprowadzoną przez Tarakiego i Amina oraz zwiększył zakres granic gospodarstw ziemskich. Rząd kontynuował program alfabetyzacji oraz zwiększył prawa kobiet. We wrześniu 1985 roku odbyło się pierwsze od lat posiedzenie parlamentu starszyzny plemiennej Loja Dżirga. Przewodniczącym parlamentu został Abdurrahim Hatef, niebędący członkiem LPDA. Podczas wyborów 1985–1986 zostało ustalone, że 60% urzędników państwowych ma być osobami spoza rządzącej partii, a pod koniec rządów Karmal zdecydował o tym, że kilku członków rządu na wysokim szczeblu nie będzie członkami partii.

## Likwidacja Demokratycznej Republiki Afganistanu
W 1987 roku na stanowisku prezydenta Karmal zastąpiony został przez Mohammada Nadżibullaha, który w ramach liberalizacji systemu zlikwidował Demokratyczną Republikę Afganistanu, tworząc w jej miejsce II Republikę Afganistanu.